# Myotis leibii
Myotis leibii is een zoogdier uit de familie van de gladneuzen (Vespertilionidae). De wetenschappelijke naam van de soort werd voor het eerst geldig gepubliceerd door Audubon & Bachman in 1842.

## Voorkomen

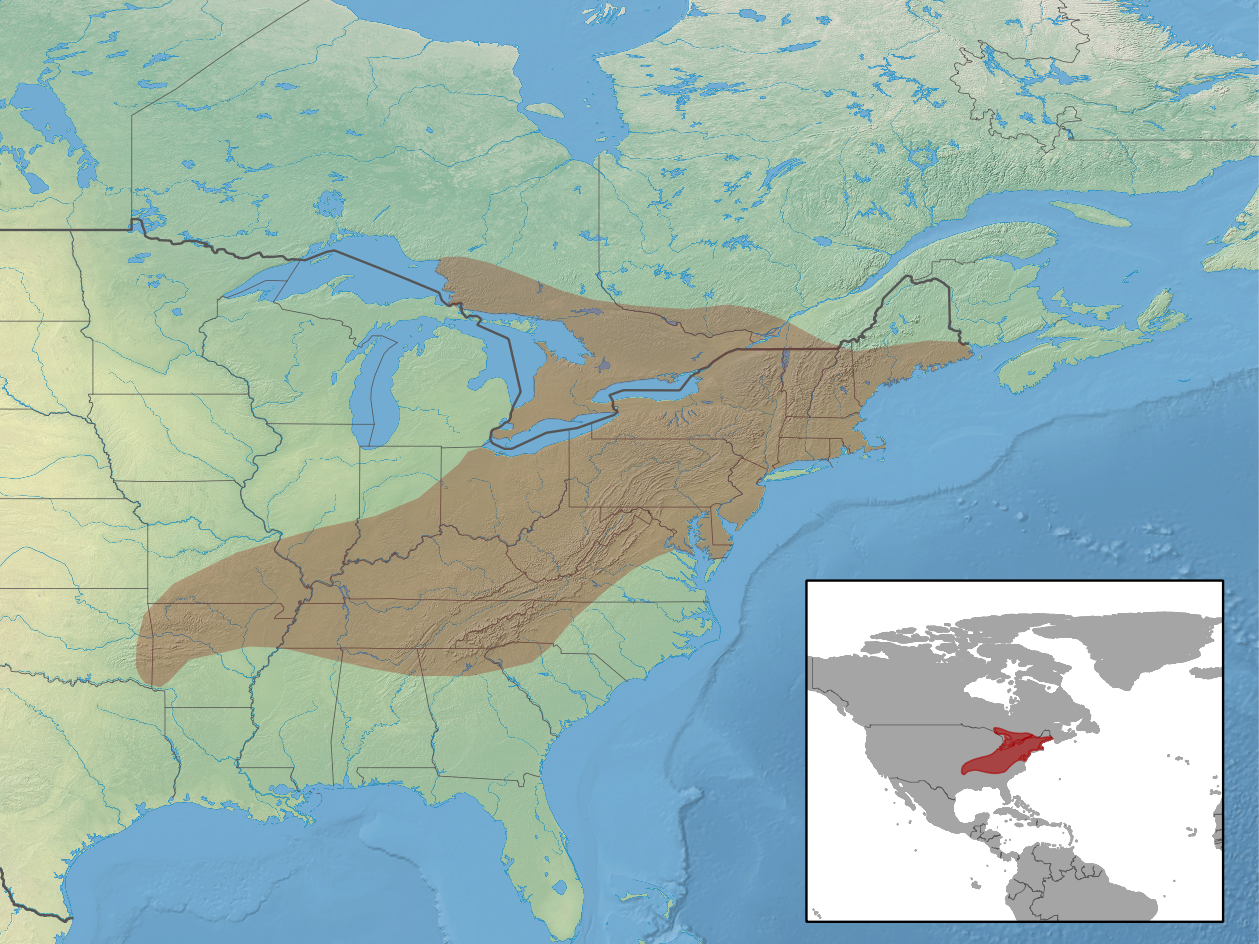
Leefgebied

De soort komt voor in Canada en de Verenigde Staten.